# Pleurosicya elongata
Pleurosicya elongata és una espècie de peix de la família dels gòbids i de l'ordre dels perciformes.

## Morfologia
Els mascles poden assolir els 4 cm de longitud total.

## Distribució geogràfica
Es troba des de les Maldives fins a Indonèsia i Papua Nova Guinea.